# Dreieck München-Allach
Dreieck München-Allach is een knooppunt in de Duitse deelstaat Beieren in het noordwesten van de stad München. Hier sluit de A99a, de Eschenrieder Spange aan op de A99, de ringweg van München.
Het knooppunt is een onvolledig knooppunt. Knooppunt München-West samen met de Eschenrieder Spange vormen wel een volledig knooppunt. Dreieck München-Allach vormt in die driehoek (zie ook detailkaart rechts) de noordoostelijke hoek, en de aansluiting van de A99 op die A99a.

## Richtingen knooppunt
| Aansluitende wegen                                      | Aansluitende wegen                                                   | Aansluitende wegen | Aansluitende wegen | Aansluitende wegen |
| ------------------------------------------------------- | -------------------------------------------------------------------- | ------------------ | ------------------ | ------------------ |
|                                                         |                                                                      |                    |                    |                    |
|                                                         |                                                                      |                    |                    |                    |
| richting Dachau / Fürstenfeldbruck Augsburg / Stuttgart | richting München-Ost A9 Neurenberg A92 Deggendorf A8 Salzburg (A)(I) |                    |                    |                    |
|                                                         |                                                                      |                    |                    |                    |
| richting Kreuz München-West Lindau / (CH)               |                                                                      |                    |                    |                    |